# Виктор (Ајдахо)
Виктор (енгл. Victor) град је у америчкој савезној држави Ајдахо.

## Демографија
По попису из 2010. године број становника је 1.928, што је 1.088 (129,5%) становника више него 2000. године.
| Група             | 2000.       | 2010.         |
| Белци             | 730 (86,9%) | 1.450 (75,2%) |
| Афроамериканци    | 6 (0,7%)    | 9 (0,5%)      |
| Азијати           | 0 (0,0%)    | 9 (0,5%)      |
| Хиспаноамериканци | 90 (10,7%)  | 435 (22,6%)   |
| Укупно            | 840         | 1.928         |